# 東奭五郎
東 奭五郎（ひがし せきごろう、1865年9月6日〈慶応元年7月17日〉 - 1947年〈昭和22年〉）は、日本の会計学者。"Skyscraper" に摩天楼という訳語を与えた人物という説がある。

## 経歴
1865年、長崎県西彼杵郡三重村の士族東太郞兵衞の四男として生まれた。
1888年、東京高等商業学校(現一橋大学)を卒業し、函館商業学校の教諭となった。その後長崎商業学校や熊本商業学校の教諭、母校東京高等商業学校附属商業教員養成所主任や神戸高等商業学校(現神戸大学)の教授を務めた。1916年に教授を辞任し、会計事務所を開き、商業実踐や簿記学研究のためにイギリスやアメリカに留学した。アカウンティングの訳語として会計学をあてるべきと主張し、鹿野清次郎と論争したことでも知られる。

## 親族
- 妻：コウ (1876 - ?) - 東京府の天昌一の姉
- 長男：恒人 (1895 - ?) - 科学者
- 長男妻：美和子 (1905 - ?) - 東京府の実相寺貞彦（横浜正金銀行職員。映画監督・実相寺昭雄の祖父）の二女
- 長女：フチ (1912 - ?)